# Seznam katastrálních území v okrese Olomouc
V této tabulce je uveden kompletní výčet katastrálních území Okresu Olomouc, včetně rozlohy a sídel, které na nich leží.
| Název KÚ                 | Sídla                              | Obec                  | km2   |
| ------------------------ | ---------------------------------- | --------------------- | ----- |
| A                        | A                                  | A                     |       |
| Arnoltice u Huzové       | Arnoltice                          | Huzová                | 7,36  |
| Babice u Šternberka      | Babice                             | Babice                | 5,95  |
| Bělidla                  | Bělidla                            | Olomouc               | 0,46  |
| Bělkovice                | Bělkovice-Lašťany                  | Bělkovice-Lašťany     | 5,4   |
| Benkov u Střelic         | Benkov                             | Uničov                | 9,04  |
| Bezděkov nad Třebůvkou   | Bezděkov                           | Bouzov                | 2,14  |
| Bílá Lhota               | Bílá Lhota                         | Bílá Lhota            | 2,3   |
| Bílsko                   | Bílsko                             | Bílsko                | 3,73  |
| Blatec                   | Blatec                             | Blatec                | 6,58  |
| Blažov                   | Blažov                             | Bouzov                | 1,46  |
| Bohuňovice               | Bohuňovice                         | Bohuňovice            | 4,28  |
| Bouzov                   | Bouzov                             | Bouzov                | 7,47  |
| Brníčko                  | Brníčko, Uničov                    | Uničov                | 4,87  |
| Břevenec                 | Břevenec                           | Šumvald               | 6,15  |
| Březce                   | Březce                             | Štěpánov              | 2,2   |
| Březina                  | Březina                            | Luká                  | 2     |
| Břuchotín                | Břuchotín                          | Křelov-Břuchotín      | 1,79  |
| Bukovany u Olomouce      | Bukovany                           | Bukovany              | 3,16  |
| Bystročice               | Bystročice                         | Bystročice            | 5,33  |
| Bystrovany               | Bystrovany                         | Bystrovany            | 3,49  |
| Cakov                    | Cakov                              | Senice na Hané        | 3,8   |
| Čabová                   | Čabová                             | Moravský Beroun       | 11,18 |
| Čechovice                | Čechovice                          | Velký Týnec           | 3,27  |
| Čermná u Města Libavá    | Luboměř pod Strážnou, Město Libavá | vojenský újezd Libavá | 64,97 |
| Černovír                 | Černovír                           | Olomouc               | 5,52  |
| Červená Lhota u Řimic    | Červená Lhota                      | Bílá Lhota            | 1,3   |
| Červenka                 | Červenka                           | Červenka              | 11,3  |
| Dalov                    | Dalov                              | Šternberk             | 12,78 |
| Daskabát                 | Daskabát                           | Daskabát              | 5,83  |
| Dědinka                  | Dědinka                            | Troubelice            | 1,88  |
| Dětřichov                | Dětřichov                          | Uničov                | 2,96  |
| Dolany u Olomouce        | Dolany, Véska                      | Dolany                | 15,11 |
| Dolní Dlouhá Loučka      | Dlouhá Loučka                      | Dlouhá Loučka         | 14,04 |
| Dolní Sukolom            | Dolní Sukolom                      | Uničov                | 4,44  |
| Doloplazy u Olomouce     | Doloplazy                          | Doloplazy             | 8,04  |
| Doly u Bouzova           | Doly                               | Bouzov                | 1,48  |
| Domašov nad Bystřicí     | Domašov nad Bystřicí               | Domašov nad Bystřicí  | 15,95 |
| Domašov u Šternberka     | Domašov u Šternberka               | Domašov u Šternberka  | 11,74 |
| Drahanovice              | Drahanovice                        | Drahanovice           | 5,15  |
| Droždín                  | Droždín                            | Olomouc               | 6,71  |
| Dub nad Moravou          | Bolelouc, Dub nad Moravou, Tučapy  | Dub nad Moravou       | 15,21 |
| Dubčany u Choliny        | Dubčany                            | Dubčany               | 3,44  |
| Grygov                   | Grygov                             | Grygov                | 12,74 |
| Haňovice                 | Haňovice, Kluzov                   | Haňovice              | 2,8   |
| Hejčín                   | Hejčín                             | Olomouc               | 1,56  |
| Hlásnice u Šternberka    | Hlásnice                           | Hlásnice              | 2,77  |
| Hlivice                  | Hlivice                            | Medlov                | 3,4   |
| Hlubočky                 | Hlubočky, Mariánské Údolí          | Hlubočky              | 4,69  |
| Hlušovice                | Hlušovice                          | Hlušovice             | 4,25  |
| Hněvotín                 | Hněvotín                           | Hněvotín              | 11,73 |
| Hnojice                  | Hnojice                            | Hnojice               | 9,74  |
| Hodolany                 | Hodolany                           | Olomouc               | 4,21  |
| Holice u Olomouce        | Holice                             | Olomouc               | 15,81 |
| Horka nad Moravou        | Horka nad Moravou                  | Horka nad Moravou     | 11,94 |
| Horní Dlouhá Loučka      | Dlouhá Loučka                      | Dlouhá Loučka         | 3,3   |
| Horní Loděnice           | Horní Loděnice                     | Horní Loděnice        | 16,02 |
| Horní Sukolom            | Horní Sukolom                      | Uničov                | 2,55  |
| Hostkovice               | Hostkovice                         | Tršice                | 1,85  |
| Hrabí                    | Hrabí                              | Bílá Lhota            | 1,22  |
| Hradečná u Bílé Lhoty    | Hradečná                           | Bílá Lhota            | 1,98  |
| Hraničné Petrovice       | Hraničné Petrovice                 | Hraničné Petrovice    | 12,15 |
| Hrubá Voda               | Hrubá Voda                         | Hlubočky              | 15,98 |
| Huzová                   | Huzová                             | Huzová                | 23,58 |
| Hvozdečko                | Hvozdečko                          | Bouzov                | 2,34  |
| Hynkov                   | Hynkov                             | Příkazy               | 2,79  |
| Chabičov                 | Chabičov                           | Šternberk             | 11,49 |
| Charváty                 | Čertoryje, Drahlov, Charváty       | Charváty              | 8,88  |
| Cholina                  | Cholina                            | Cholina               | 8,99  |
| Chomoutov                | Chomoutov                          | Olomouc               | 3,84  |
| Chořelice                | Litovel                            | Litovel               | 2,16  |
| Chudobín                 | Chudobín                           | Litovel               | 2,32  |
| Chválkovice              | Chválkovice                        | Olomouc               | 7,63  |
| Javoříčko                | Javoříčko                          | Luká                  | 0,64  |
| Jeřmaň                   | Jeřmaň                             | Bouzov                | 1,04  |
| Ješov                    | Ješov                              | Luká                  | 1,91  |
| Jívová                   | Jívová                             | Jívová                | 15,22 |
| Kadeřín                  | Kadeřín                            | Bouzov                | 5,34  |
| Karlov u Paseky          | Karlov                             | Paseka                | 2,66  |
| Klášterní Hradisko       | Klášterní Hradisko                 | Olomouc               | 0,95  |
| Komárov u Mladějovic     | Komárov                            | Komárov               | 1,49  |
| Kovářov u Bouzova        | Kovářov                            | Bouzov                | 1,59  |
| Kozov                    | Kozov                              | Bouzov                | 1,62  |
| Kožušany                 | Kožušany                           | Kožušany-Tážaly       | 4,49  |
| Krakořice                | Krakořice                          | Šternberk             | 2,09  |
| Králová                  | Králová                            | Medlov                | 13,96 |
| Krčmaň                   | Krčmaň                             | Krčmaň                | 4,98  |
| Krnov                    | Liboš                              | Liboš                 | 0,85  |
| Křelov                   | Křelov                             | Křelov-Břuchotín      | 6,13  |
| Křivá                    | Křivá                              | Dlouhá Loučka         | 3,03  |
| Lašťany                  | Bělkovice-Lašťany                  | Bělkovice-Lašťany     | 9,89  |
| Lazce                    | Lazce                              | Olomouc               | 1,06  |
| Lazce u Troubelic        | Lazce                              | Troubelice            | 2,58  |
| Lhota nad Moravou        | Lhota nad Moravou                  | Náklo                 | 0,65  |
| Lhota pod Kosířem        | Lhota pod Kosířem                  | Drahanovice           | 2,08  |
| Lhota u Šternberka       | Šternberk                          | Šternberk             | 5,33  |
| Liboš                    | Liboš                              | Liboš                 | 3,45  |
| Lipina u Šternberka      | Lipina                             | Lipina                | 8,71  |
| Lipinka                  | Lipinka                            | Lipinka               | 2,49  |
| Lipňany                  | Lipňany                            | Tršice                | 2,82  |
| Lípy                     | Lípy                               | Slatinice             | 0,34  |
| Litovel                  | Litovel                            | Litovel               | 10,69 |
| Lošov                    | Lošov                              | Olomouc               | 9,84  |
| Loučany na Hané          | Loučany                            | Loučany               | 4,98  |
| Loučka u Bílska          | Loučka                             | Loučka                | 6,2   |
| Luběnice                 | Luběnice                           | Luběnice              | 2,76  |
| Ludéřov                  | Kníničky, Ludéřov, Střížov         | Drahanovice           | 6,44  |
| Luká                     | Luká                               | Luká                  | 7,43  |
| Lutín                    | Lutín                              | Lutín                 | 4,31  |
| Lužice u Šternberka      | Lužice                             | Lužice                | 5,14  |
| Majetín                  | Majetín                            | Majetín               | 9,5   |
| Medlov u Uničova         | Medlov                             | Medlov                | 11,29 |
| Měník                    | Měník                              | Bílá Lhota            | 1,95  |
| Měrotín                  | Měrotín                            | Měrotín               | 2,14  |
| Město Libavá             | Heroltovice, Město Libavá          | vojenský újezd Libavá | 81,34 |
| Mezice                   | Mezice                             | Náklo                 | 2,7   |
| Mladeč                   | Mladeč, Nové Zámky, Sobáčov        | Mladeč                | 10,34 |
| Mladějovice u Šternberka | Mladějovice                        | Mladějovice           | 10,44 |
| Moravská Huzová          | Moravská Huzová                    | Štěpánov              | 6,55  |
| Moravská Loděnice        | Bohuňovice                         | Bohuňovice            | 6,21  |
| Moravský Beroun          | Moravský Beroun                    | Moravský Beroun       | 15,05 |
| Mrsklesy na Moravě       | Mrsklesy                           | Mrsklesy              | 2,53  |
| Mutkov                   | Mutkov                             | Mutkov                | 5,63  |
| Myslechovice             | Myslechovice                       | Litovel               | 4,1   |
| Náklo                    | Lhota nad Moravou, Náklo           | Náklo                 | 8,11  |
| Náměšť na Hané           | Náměšť na Hané                     | Náměšť na Hané        | 18,65 |
| Nasobůrky                | Nasobůrky                          | Litovel               | 1,96  |
| Nedvězí u Olomouce       | Nedvězí                            | Olomouc               | 3,34  |
| Nemilany                 | Nemilany                           | Olomouc               | 6,38  |
| Neředín                  | Neředín                            | Olomouc               | 3,62  |
| Norberčany               | Norberčany                         | Norberčany            | 7,22  |
| Nová Dědina u Uničova    | Nová Dědina                        | Uničov                | 2,34  |
| Nová Hradečná            | Nová Hradečná                      | Nová Hradečná         | 11,4  |
| Nová Ulice               | Nová Ulice                         | Olomouc               | 4,13  |
| Nová Ves u Litovle       | Nová Ves                           | Litovel               | 2,48  |
| Nová Véska               | Nová Véska                         | Norberčany            | 5,09  |
| Nové Dvorce              | Horní Loděnice                     | Horní Loděnice        | 2,17  |
| Nové Sady u Olomouce     | Nové Sady                          | Olomouc               | 2,24  |
| Nové Valteřice           | Nové Valteřice                     | Moravský Beroun       | 8,04  |
| Nový Svět u Olomouce     | Nový Svět                          | Olomouc               | 0,19  |
| Obectov                  | Obectov                            | Bouzov                | 3,44  |
| Odrlice                  | Odrlice                            | Senice na Hané        | 4,37  |
| Olbramice u Vilémova     | Olbramice                          | Olbramice             | 3,04  |
| Olešnice u Bouzova       | Olešnice                           | Bouzov                | 0,87  |
| Olomouc-město            | Olomouc                            | Olomouc               | 2,7   |
| Ondrášov                 | Ondrášov                           | Moravský Beroun       | 9,41  |
| Paseka u Šternberka      | Pasecký Žleb, Paseka               | Paseka                | 20,18 |
| Pateřín                  | Pateřín                            | Bílá Lhota            | 1,46  |
| Pavlovičky               | Pavlovičky                         | Olomouc               | 0,69  |
| Pískov                   | Pískov                             | Troubelice            | 3,63  |
| Plinkout                 | Plinkout                           | Dlouhá Loučka         | 6,2   |
| Pňovice                  | Pňovice                            | Pňovice               | 16,39 |
| Podolí u Bouzova         | Podolí                             | Bouzov                | 5,97  |
| Pohořany na Moravě       | Pohořany                           | Dolany                | 3,41  |
| Posluchov                | Posluchov                          | Hlubočky              | 1,65  |
| Povel                    | Povel                              | Olomouc               | 1,26  |
| Přáslavice u Olomouce    | Kocourovec, Přáslavice             | Přáslavice            | 7,28  |
| Přestavlky               | Přestavlky                         | Tršice                | 2,23  |
| Příkazy                  | Příkazy                            | Příkazy               | 11,17 |
| Radíkov u Olomouce       | Radíkov                            | Olomouc               | 0,8   |
| Rataje u Olomouce        | Rataje                             | Těšetice              | 3,21  |
| Renoty                   | Renoty                             | Uničov                | 4,47  |
| Rozvadovice              | Rozvadovice                        | Litovel               | 3,03  |
| Rudoltovice              | Město Libavá                       | vojenský újezd Libavá | 55,07 |
| Řepčín                   | Řepčín                             | Olomouc               | 5,37  |
| Řídeč                    | Řídeč                              | Řídeč                 | 7,28  |
| Řimice                   | Řimice                             | Bílá Lhota            | 7,99  |
| Samotíšky                | Samotišky                          | Samotišky             | 1,9   |
| Savín                    | Savín                              | Litovel               | 4,69  |
| Sedm Dvorů               | Sedm Dvorů                         | Moravský Beroun       | 7,54  |
| Senice na Hané           | Senice na Hané                     | Senice na Hané        | 11,08 |
| Senička                  | Senička                            | Senička               | 5,69  |
| Skrbeň                   | Skrbeň                             | Skrbeň                | 7,88  |
| Slatinice na Hané        | Slatinice                          | Slatinice             | 7,44  |
| Slavětín u Litovle       | Slavětín                           | Slavětín              | 4,91  |
| Slavkov u Města Libavá   | Kozlov, Slavkov                    | vojenský újezd Libavá | 48,08 |
| Slavonín                 | Slavonín                           | Olomouc               | 5,76  |
| Sobáčov                  | Sobáčov                            | Mladeč                | 1,74  |
| Stádlo                   | Moravská Huzová                    | Štěpánov              | 2,17  |
| Stachov u Šternberka     | Lipina                             | Lipina                | 1,23  |
| Stará Libavá             | Stará Libavá                       | Norberčany            | 7,44  |
| Strukov                  | Strukov                            | Strukov               | 0,53  |
| Střelice u Litovle       | Střelice                           | Uničov                | 6,08  |
| Střemeníčko              | Střemeníčko                        | Luká                  | 2,21  |
| Střeň                    | Střeň                              | Střeň                 | 5,79  |
| Suchonice                | Suchonice                          | Suchonice             | 3,46  |
| Svatý Kopeček            | Svatý Kopeček                      | Olomouc               | 2,01  |
| Svésedlice               | Svésedlice                         | Svésedlice            | 3,03  |
| Svojanov u Bouzova       | Svojanov                           | Bouzov                | 7,56  |
| Štarnov                  | Štarnov                            | Štarnov               | 9,89  |
| Štěpánov u Olomouce      | Štěpánov                           | Štěpánov              | 15,92 |
| Šternberk                | Šternberk                          | Šternberk             | 9,97  |
| Šumvald                  | Šumvald                            | Šumvald               | 14,84 |
| Tážaly                   | Tážaly                             | Kožušany-Tážaly       | 1,78  |
| Těšetice u Olomouce      | Těšetice                           | Těšetice              | 3,52  |
| Těšíkov                  | Těšíkov                            | Šternberk             | 7,14  |
| Topolany u Olomouce      | Topolany                           | Olomouc               | 4,78  |
| Tovéř                    | Tovéř                              | Tovéř                 | 2,06  |
| Trhavice                 | Trhavice                           | Norberčany            | 2,62  |
| Troubelice               | Troubelice                         | Troubelice            | 10,76 |
| Tršice                   | Tršice                             | Tršice                | 14,09 |
| Trusovice                | Bohuňovice                         | Bohuňovice            | 2,09  |
| Třebčín                  | Třebčín                            | Lutín                 | 3,89  |
| Tři Dvory u Litovle      | Tři Dvory                          | Litovel               | 2,9   |
| Týneček                  | Týneček                            | Olomouc               | 2,48  |
| Újezd u Uničova          | Haukovice, Rybníček, Újezd         | Újezd                 | 18,6  |
| Unčovice                 | Březové, Unčovice                  | Litovel               | 11,16 |
| Uničov                   | Uničov                             | Uničov                | 11,53 |
| Ústín                    | Ústín                              | Ústín                 | 4,4   |
| Vacanovice               | Vacanovice                         | Tršice                | 2,75  |
| Velká Bystřice           | Velká Bystřice                     | Velká Bystřice        | 9,22  |
| Velká Střelná            | Město Libavá                       | vojenský újezd Libavá | 77,78 |
| Velký Týnec              | Velký Týnec                        | Velký Týnec           | 13,47 |
| Velký Újezd              | Velký Újezd                        | Velký Újezd           | 6,83  |
| Věrovany                 | Nenakonice, Rakodavy, Věrovany     | Věrovany              | 17,81 |
| Veselíčko                | Veselíčko                          | Luká                  | 0,65  |
| Véska u Olomouce         | Véska                              | Dolany                | 5,25  |
| Veveří u Huzové          | Veveří                             | Huzová                | 3,45  |
| Vilémov u Litovle        | Vilémov                            | Vilémov               | 8,55  |
| Víska u Litovle          | Víska                              | Litovel               | 0,91  |
| Vojnice u Olomouce       | Vojnice                            | Těšetice              | 5,76  |
| Vsisko                   | Vsisko                             | Velký Týnec           | 3,86  |
| Zadní Újezd              | Zadní Újezd                        | Medlov                | 2,67  |
| Zákřov                   | Zákřov                             | Tršice                | 1,3   |
| Želechovice u Uničova    | Želechovice                        | Želechovice           | 6,1   |
| Žerotín                  | Žerotín                            | Žerotín               | 7,86  |
| Žerůvky                  | Žerůvky                            | Bystročice            | 2,68  |

Celková výměra 1620,39 km2